# Dennis
För andra betydelser, se Dennis (olika betydelser).
Mansnamnet Dennis är ett engelskt namn, som via den franska formen Denis kan härledas från det latinska namnet Dionysius, vilket betyder '(vigd) åt Dionysos' och syftar på den grekiska fruktbarhets- och naturguden Dionysos, vars namn troligen betyder 'son till Zeus'.
Dionysius var ett vanligt mansnamn under de första kristna århundradena och bars av både martyrer (Sankt Dionysius) och påvar (Dionysius). Dennis började användas i Sverige i början av 1900-talet men blev riktigt populärt först sedan det kommit in i almanackan på 1980-talet. Under seklets sista decennier låg det tidvis runt 35:e plats bland nyfödda pojkar för att senare sjunka till dagens 99:e plats (2009-12-31).
31 december 2008 fanns det 15 760 män och 5 kvinnor i Sverige med namnet, varav 12 072 män och 3 kvinnor med det som tilltalsnamn. År 2003 fick 300 pojkar namnet, varav 206 fick det som tilltalsnamn.
Dennis används även som efternamn, både i Sverige och utomlands. Den 31 december 2008 fanns det 30 personer i Sverige med efternamnet Dennis.
Namnsdag: I Sverige 7 augusti, (1986–1992: 23 maj). I den finlandssvenska namnsdagslängden har Dennis namnsdag 8 november sedan 2015. Före det hade Dennis namnsdag 5 maj 2005–2014 och 9 maj 1995–2004.

## Personer med namnet Dennis eller Denis
- Denys Arcand – kanadensisk regissör
- Dennis Baretta – italiensk taekwondoutövare
- Dennis Bergkamp – holländsk fotbollsspelare
- Bengt Dennis – riksbankschef
- Denis Calvaert – flamländsk målare
- Denis Diderot – fransk encyklopediförfattare
- Dennis Gabor – ungersk-brittisk nobelpristagare i fysik
- Dennis Gustavsson – svensk bandyspelare
- Denis Healey - brittisk politiker
- Dennis Hopper - amerikansk skådespelare
- Denis Law - skotsk fotbollsspelare
- Dennis Lehane - amerikansk kriminalförfattare
- Dennis Lyxzén – svensk sångare
- Denis Mensjov – rysk cyklist
- Denis Mukwege - kongolesisk läkare, mottagare av Nobels fredspris 2018
- Dennis Quaid – amerikansk skådespelare
- Denis Pankratov - rysk simmare
- Denis Papin – fransk fysiker och uppfinnare
- Dennis Potter – brittisk författare
- Dennis Ralston - amerikansk tennisspelare
- Dennis Rodman - amerikansk basketspelare
- Denis Thatcher – brittisk premiärministermake
- Dennis Wheatley - brittisk författare
- Dennis Wilson – amerikansk musiker (Beach Boys)
- Dennis Nybratt – svensk musiker The Spotnicks 1993

## Fiktiva
- Dennis Mitchell, en busig seriefigur. "Dennis the menace".